# James Speed

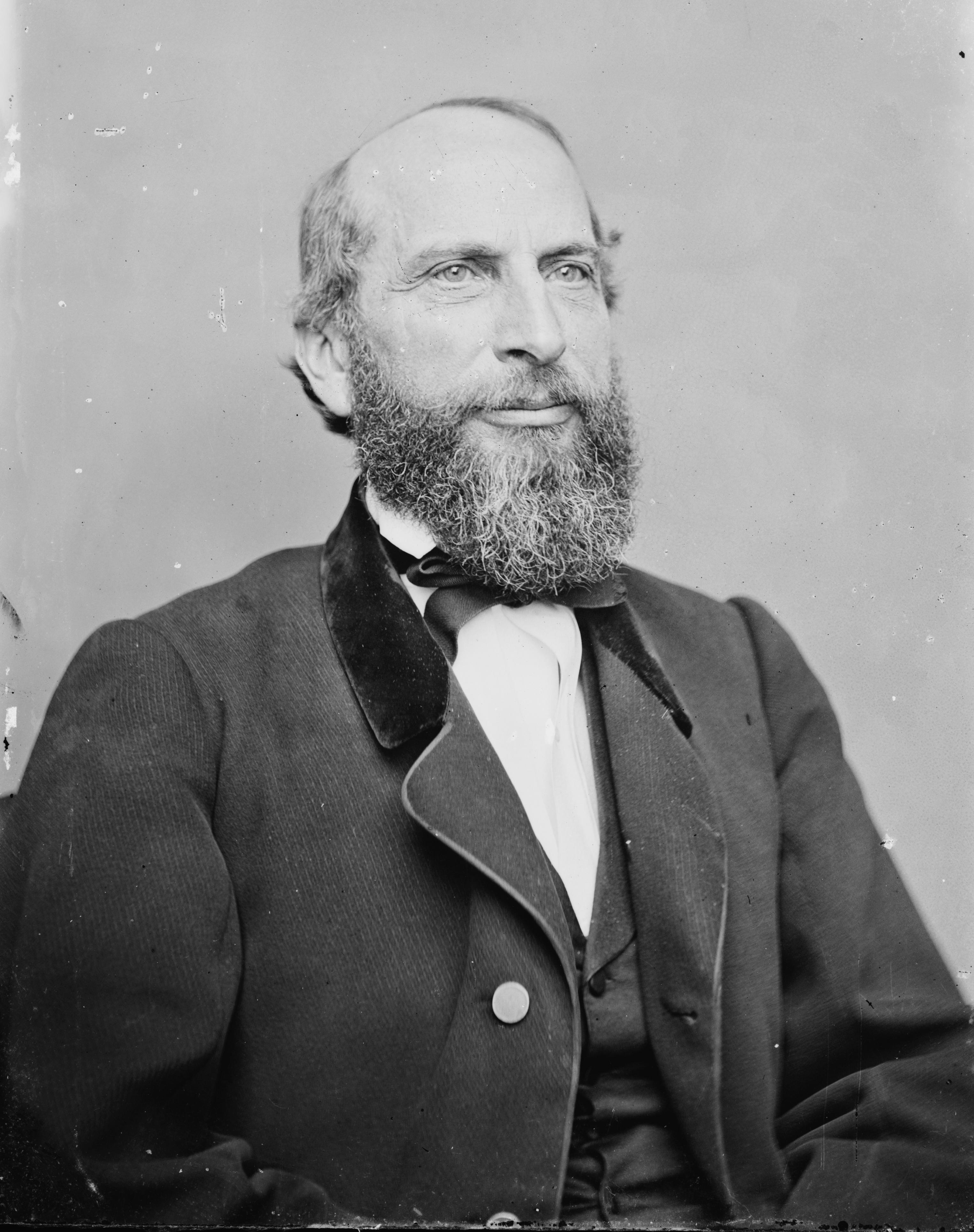
James Speed

James Speed (Jefferson County, 11 maart 1812- Louisville, 25 juni 1887) was een Amerikaanse politicus uit de staat Kentucky.
Speed behoorde tot de Democratische Partij, maar toonde zich in de aanloop naar de Amerikaanse Burgeroorlog een aanhanger van de Unie en van president Abraham Lincoln. Hij werd in 1861 verkozen in de senaat van zijn thuisstaat. In 1864 benoemde Lincoln hem tot minister van Justitie als opvolger van Edward Bates. 
Na de moord op Lincoln in april 1865 bleef Speed in functie onder de nieuwe president Andrew Johnson, maar geraakte met hem in conflict. Hij trad af als minister in 1866. In 1867 probeerde hij tevergeefs te worden verkozen in de Amerikaanse Senaat. Daarna keerde hij terug naar Louisville waar hij aan de slag ging als advocaat. Speed overleed in 1887.
- International Standard Name Identifier: 0000 0000 2849 5421
- Library of Congress Control Number: n86114954
- National Archives and Records Administration: 10570482
- Nationale Bibliotheek van Israël: 987007271311405171
- SNAC: w6ff40pt
- Système universitaire de documentation: 130596183
- Virtual International Authority File: 23626485
- WorldCat: E39PBJfmqtTvtKrcGxc7Tcm8G3